# Ignazio Buceti

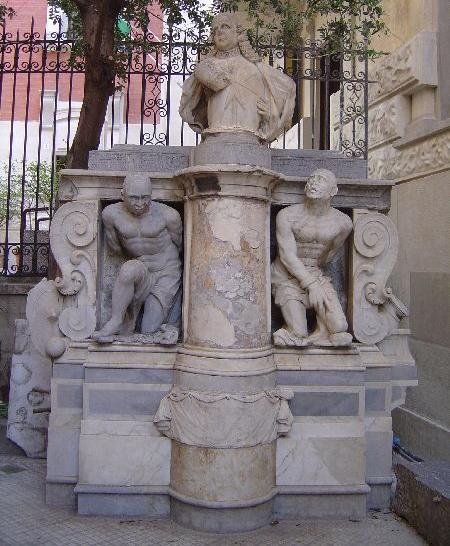
Monumento funebre di Andrea di Giovanni.

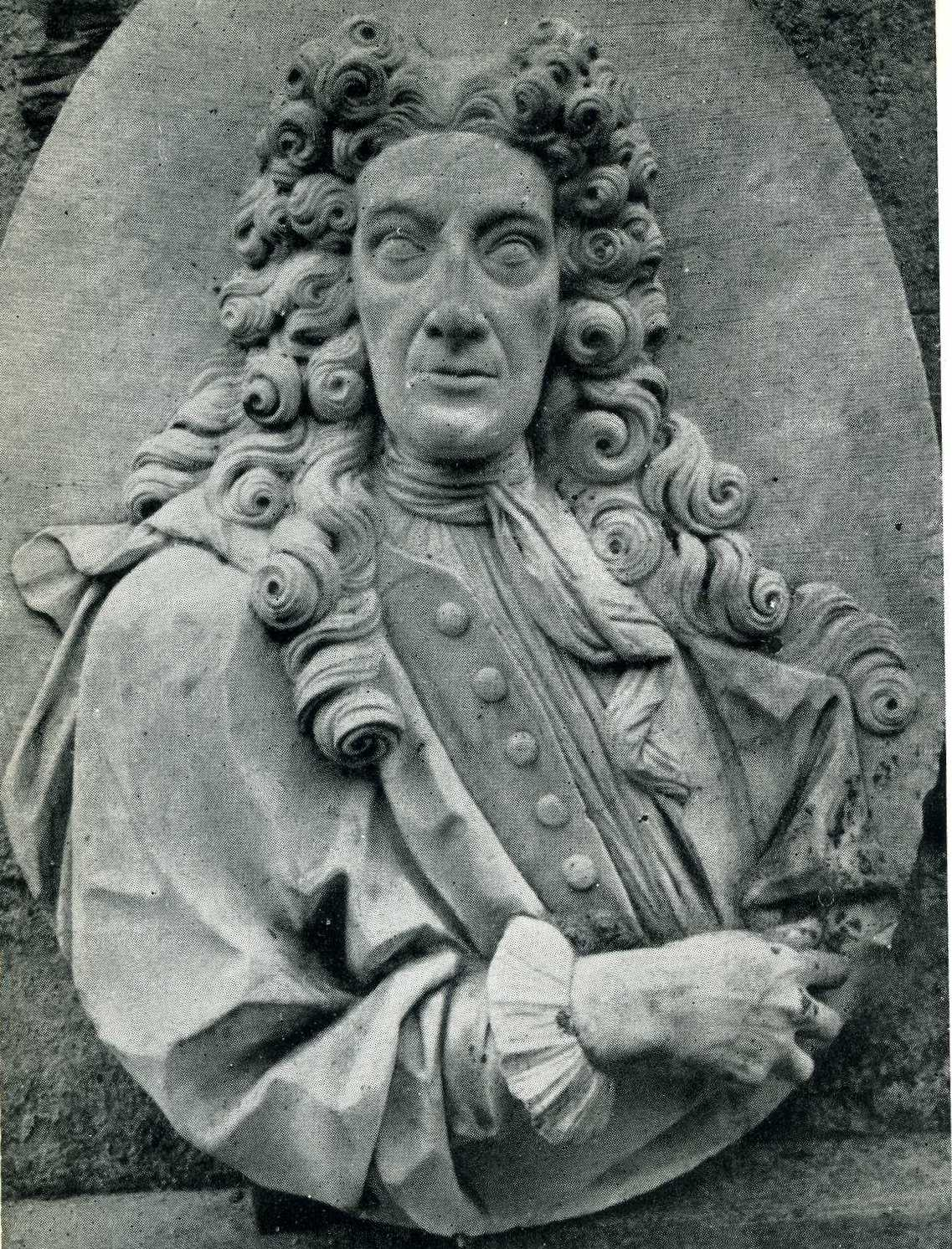
bassorilievo raffigurante Giovanni Impellizzeri.

Ignazio Buceti (Messina, ... – XVIII secolo) è stato uno scultore italiano.

## Biografia
Rappresentante del barocco in Sicilia particolarmente attivo a Messina nella prima metà del XVIII secolo. Padre di Giuseppe Buceti. La maggior parte delle opere sono andate distrutte durante il grande terremoto di Messina del 1908.

## Opere
- 1714, Fonte, manufatto marmoreo, appartenente all'opera Quattro Fontane progettata da Innocenzo Mangani, quadrivio di via I Settembre di Messina.[1][2]
- 1715, Sepolcro, monumento funebre di Andrea di Giovanni, opera custodita nel cortile della chiesa di San Giovanni di Malta.[3]
- 1715, Sepolcro, monumento funebre del cavaliere gerosolimitano Andrea Di Giovanni, opera presente nella chiesa di San Giovanni di Malta di Messina.
- 1741, Allegoria dell'Abbondanza, fontana e statua marmorea, opera eseguita su disegno di Placido Campolo ubicato nella hall del complesso architettonico del Palazzo del Monte di Pietà di Messina.[4]
- 1741, Busto, bassorilievo marmoreo raffigurante Giovanni Impellizzeri e cenotafio, opere documentate nella chiesa di San Cosimo dei Medici di Messina.[5]
- 1741c., Busto, bassorilievo marmoreo raffigurante Antonia Cardia, consorte di Giovanni Impellizzeri, e cenotafio, opere documentate nella chiesa di San Cosimo dei Medici di Messina.[5]
- XVIII secolo, Addolorata, statua, opera documentata nella chiesa di Santa Maria Maddalena di Messina.[6]
- XVIII secolo, Maddalena dei Benedettini, opera documentata e distrutta in seguito ad incendio nel 1848.
- XVIII secolo, San Giuda Taddeo, statua marmorea, opera documentata nella navata destra della cattedrale protometropolitana della Santa Vergine Maria Assunta di Messina.[7]

## Galleria d'immagini

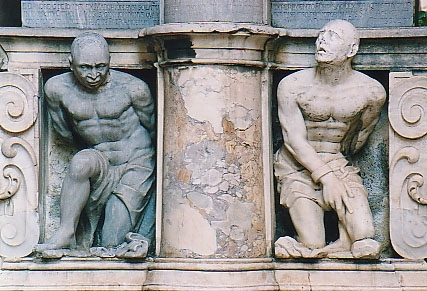
Dettaglio monumento di Andrea di Giovanni
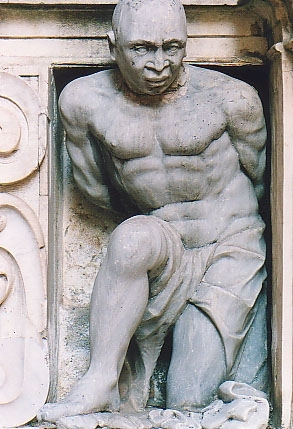
Dettaglio monumento di Andrea di Giovanni
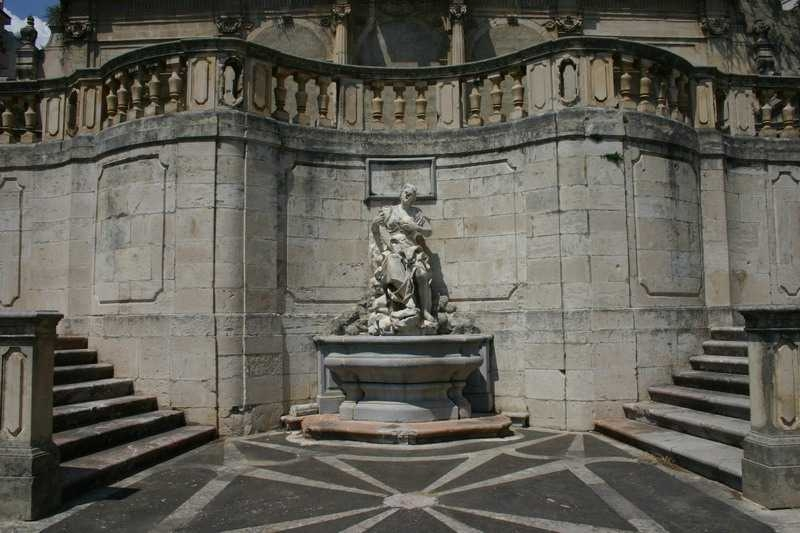
Chiesa di Nostra Donna della Pietà